# 台州湾跨海大桥
台州湾跨海大桥是中国浙江省台州市一座高速公路桥梁，是甬莞高速公路台州段（甬台温复线高速公路）台州湾大桥及接线工程的重要组成部分。该工程线路起于三门县六敖镇，与三门湾大桥及接线工程相接，途径健跳镇、浦坝港镇，临海市桃渚镇、上盘镇、杜桥镇，椒江区、台州产业集聚区、路桥区，温岭市滨海镇、箬横镇、石桥头镇，止于城南镇，与乐清湾大桥及接线工程相接，线路全长约102（63.4英里）。全线设桥梁92座、隧道10座、枢纽互通1处、一般互通9处、服务区2处，设桃诸互通连接线7.4（4.6英里）、市场互通连接线2.4（1.5英里）、温岭互通连接线4（2.5英里）。于2013年2月获得国家发改委的可行性研究报告批复，2014年11月28日正式开工。
台州湾跨海大桥是整个台州湾大桥及接线工程的控制性工程，起于椒江北岸红旗闸附近，跨越台州湾，止于椒江南岸十塘与十一塘结合部，距离上游的椒江二桥约4.3（2.7英里）。
该桥为台州湾大桥及接线工程“TS09”标段，由广东省长大公路工程有限公司负责施工，合同总价17.34亿元人民币，建设工期42个月，大桥主体工程于2015年6月5日开始施工，2019年1月7日通过竣工验收，1月16日正式通车运营。

## 设计
台州湾跨海大桥起止桩号为K147+768～K151+806，全长4,038（13,248英尺），主要包括：
- 北岸非通航孔桥：桩号K147+768～K148+968，桥长1,200（3,937英尺），桥跨布置为4×（5×60米），上部结构采用预制节段拼装预应力混凝土连续箱梁，下部结构采用群桩基础+承台+实心片墩；
- 主桥（通航孔桥）：桩号K148+968～K149+916，桥长948（3,110英尺），桥跨布置为85+145+488+145+85米，上部结构采用五跨连续双塔双索面叠合梁斜拉桥，索塔采用群桩基础+承台+H形塔身，过渡墩辅助墩采用群桩基础+承台+空心片墩；索塔高度为169.5（556.1英尺），每个主墩基础由32根桩径为2.8～2.5米的钻孔灌注桩组成[8]；
- 南岸非通航孔桥：桩号K149+916～K151+416，桥长1,500（4,921英尺），桥跨布置为5×（5×60米），上部结构采用预制节段拼装预应力混凝土连续箱梁，下部结构采用群桩基础+承台+实心片墩；
- 跨南岸海塘桥：桩号K151+416～K151+806，桥长390（1,280英尺），桥跨布置为75+120+120+75米，上部结构采用悬臂浇筑预应力混凝土变截面连续箱梁，下部结构采用群桩基础+承台+实心墩。[2]

### 主桥
- 主桥按1万吨级海轮通航标准设计，通航净高40（131英尺），净宽405（1,329英尺）[6]。
- 约束体系采用半漂浮体系。
- 主梁采用分离式双边箱（PK式）流线型扁平钢箱叠合梁，钢梁外侧设置风嘴，全宽38.5（126.3英尺），中心梁高3.5（11.5英尺），中心线处钢梁梁高3.1（10.2英尺）。
- 全桥共布置176根斜拉索，采用抗拉标准强度1,770兆帕平行钢丝斜拉索，最长267.014（876.0英尺），单根最大重量25,411千克，斜拉索总重2,243吨。
- 索塔采用H形塔身，由上塔柱、中塔柱、下塔柱、中横梁、下横梁组成，采用C50混凝土，塔柱总高169.5（556.1英尺），下、中、上塔柱高度分别为36.55（119.9英尺）、81.05（265.9英尺）、51.9（170.3英尺），塔柱横桥向略向内侧倾斜，斜率为1/36.064，塔柱采用带倒角的六边形断面，直角边面向横向内侧，锐角边面向横向外侧，塔顶截面外形尺寸5.5×7米，塔底截面11×10米[5]。

#### 主要技术指标
- 设计基准期：100年；
- 公路等级：双向六车道高速公路；
- 设计荷载：公路-Ⅰ级；
- 设计速度：100公里/小时；
- 设计通航水位：最高4.75米、最低-2.92米；
- 设计潮水位：高潮位3.06米，低潮位-2.21米；
- 地震设防标准：基本烈度为Ⅵ度；
- 设计风速：距地面10米高处1/100，基本风速42.7米/秒。[5]